# Carlos Ulloa Varela
Carlos Ulloa Varela (Pontevedra, febrer de 1849 - Lugo, febrer de 1887) fou un cantant de la corda de baix gallec.
Des dels seus primers anys mostrà grans disposicions pel cant, i als quinze d'edat ja cantava de forma admirable, La vall d'Andorra i El grumete. El 1866 aconseguí per oposició la plaça de baix en la catedral de Santiago, que no desenvolupà gaire temps, perquè, aconsellat per molts amics, sortí vers Madrid, i després d'estudiar allà durant els anys 1871-1872, amb excel·lents resultats, passà a Milà, on es perfeccionà en el cant, anant a debutar a Florència en el rol de Don Pedro de La Africana, en unió del cèlebre Masini. Acabada la temporada a Florència, tornà a Milà, on cantà l'òpera Moisès amb excel·lent èxit. Més tard tornà a actuar a Florència, amb grans aplaudiments, durant una llarga temporada, cantant després en els teatres de Gènova, Bolonya, Como i dues temporades més a Milà.
El 1878 marxà a l'Havana, havent aconseguit allà un sorollós èxit, inaugurant el teatre Pairet, on se li va fer un important homenatge. Al seu retorn d'Amèrica cantà a Milà una altra temporada, i després a Venècia. Després passà a Nàpols, i allà per primera vegada feu el Mefistofele de Faust, el rol del qual en va fer una verdadera creació que li'n valgué sorolloses ovacions. Continuà cantant en els teatres de Catània (Sicília), i una altra temporada a Nàpols, i va recórrer els de les principals espanyoles, cantant dues temporades a Madrid. L'amor a la seva terra nadiua i el desig d'abraçar la seva família foren la causa d'haver retornat a Galícia, actuant en els teatres de la Corunya, Ferrol, Santiago i Pontevedra, on recollí llorers i aplaudiments.
El seu repertori era molt extens i les seves obres destacades eren: 
- Norma;
- La Africana;
- Hernani;
- Hugonots;
- Moisès;
- El profeta;
- Lucrècia Borgia;
- Robert le diable;
- El barber de Sevilla;
- Faust, destacant notablement en les dues últimes.

Del mèrit d'aquest malaurat artista, mort en plenitud de la seva vida, és la millor patent l'haver corregut amb grans èxits les primeres capitals d'Europa i Amèrica, i, sobretot, haver actuat durant quatre temporades en el gran Teatre de Milà.